# Hans Klatt

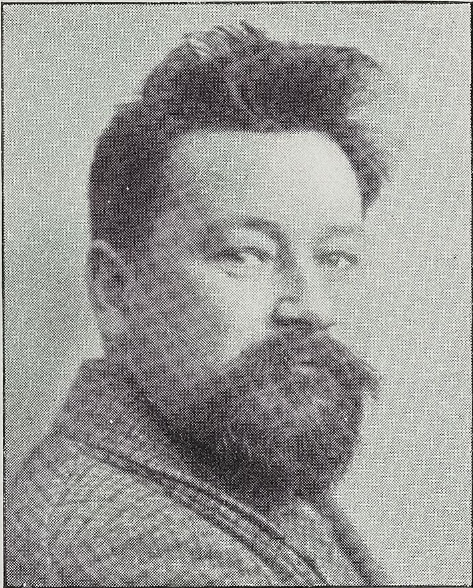
Porträtfoto

Hans Klatt, auch Johann Friedrich Klatt (* 13. Februar 1876 in Hammerstein, Landkreis Schlochau (Westpreußen); † 25. Juni 1936 in München), war ein deutscher Landschaftsmaler.

## Leben
Hans Klatt war der älteste Sohn von acht Kindern eines Dachdeckermeisters. Er begann mit 17 Jahren in Berlin eine Lehre als Dekorationsmaler und besuchte nebenher die Königliche Kunstschule in der Klosterstraße sowie die Privatschule von Eugen Hanetzog. 1895 ging er nach München, wo er als Malergehilfe tätig wurde. Nach einer Vorbereitung in der Privatschule von Ludwig Schmid-Reutte und auf Empfehlung von Franz Stuck wurde ihm ein zweijähriger Besuch der Münchner Akademie ermöglicht. Hier war er Schüler von Karl Raupp und Otto Seitz. 1898 konnte er erstmals an einer Ausstellung im Münchner Glaspalast teilnehmen. Nach den Jahren an der Akademie arbeitete er wieder als Dekorations- und Theatermaler sowie als Zeichner für lithographische und kunstgewerbliche Anstalten in verschiedenen Städten Deutschlands. Um das Jahr 1900 kehrte Klatt nach München zurück und wurde freiberuflich als Kunstmaler tätig. Erste Beachtung erfuhr er 1903 bei einer Kollektivausstellung im Münchner Kunstverein, als der Prinzregent Luitpold von Bayern das Bild Winterstimmung an der Amper bei Etzenhausen erwarb. Eine Studienreise führte ihn 1904 nach Oberitalien, später folgten Reisen an die Ostsee nach Rügen, nach Holland und in die Schweiz.
Hans Klatt war 1904 auf den drei bedeutendsten deutschen Kunstausstellungen vertreten: der Jahresausstellung im Münchner Glaspalast, der Großen Berliner Kunstausstellung (GBK) und der Internationalen Kunst-Ausstellung in Düsseldorf. Danach beschickte er als Mitglied der Münchner Künstlergenossenschaft regelmäßig die Münchner und Berliner Ausstellungen. Im Herbst 1924 stellte er zudem in Rio de Janeiro aus.
„[Klatts] Hauptdarstellungsgebiet ist die oberbayer. Landschaft, besonders die des Würmtales, die er mit Vorliebe in Winter- oder Vorfrühlingsstimmung wiedergibt. Ohne Unterstreichung, ohne Übertreibung sind die intimen Reize der Vorgebirgslandschaft gesehen, ihre wechselnden feinen koloristischen u. atmosphärischen Stimmungen mit Geschick u. Fleiß festgehalten.“
Weitere Motive fand Klatt in Oberitalien, in schwäbischen Kleinstädten, an der Ostseeküste und im Böhmerwald. Neben der Ölmalerei bediente er sich der Aquarelltechnik und bei den in Böhmen entstandenen Werken der Kohlezeichnung.

## Werke (Auswahl)
- An der Nordküste Rügens. 1905, Öl/Leinwand, 71 × 105 cm (gezeigt 1909 in Berlin auf der GBK)
- Dordrecht – De grote Kerk von der Bomkade aus. 1909, Wasserfarben auf Karton, 48,5 × 68,5 cm
- Wintersonne an der Würm. Öl/Leinwand, 79,5 × 110 cm
- Frühlingsahnung. Öl/Leinwand (Am Ufer der Würm)

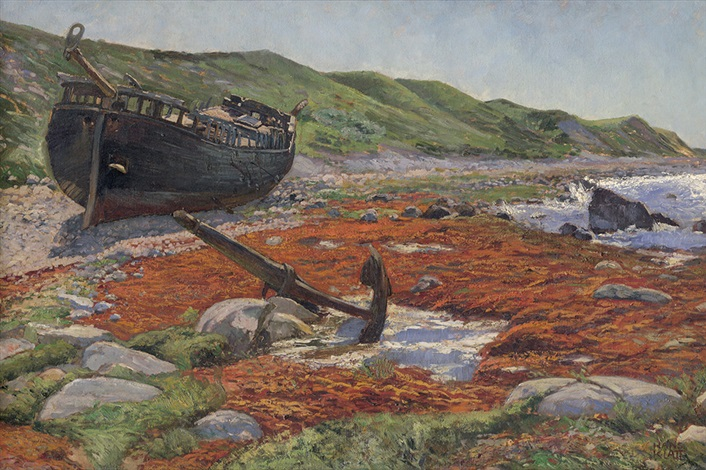
An der Nordküste Rügens 1905
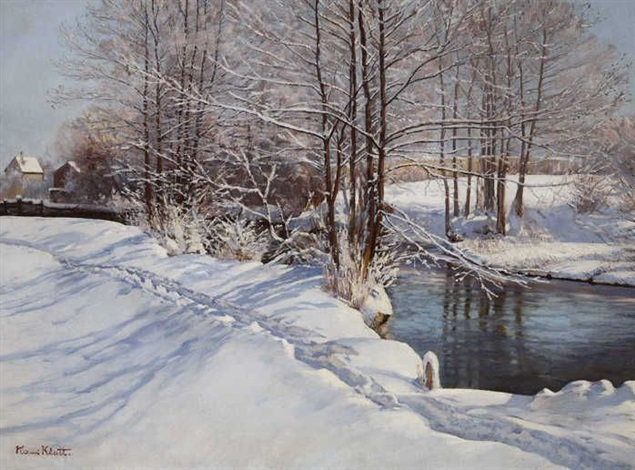
Wintersonne an der Würm
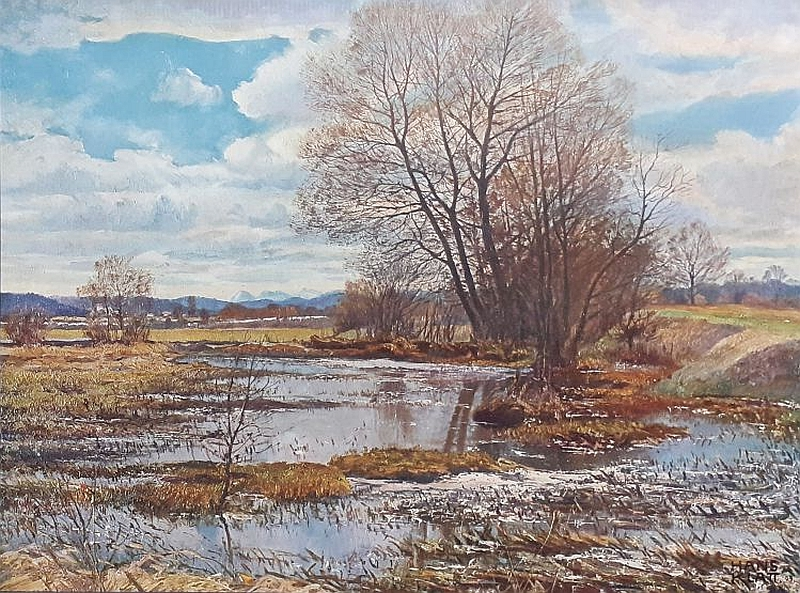
Frühlingsahnung
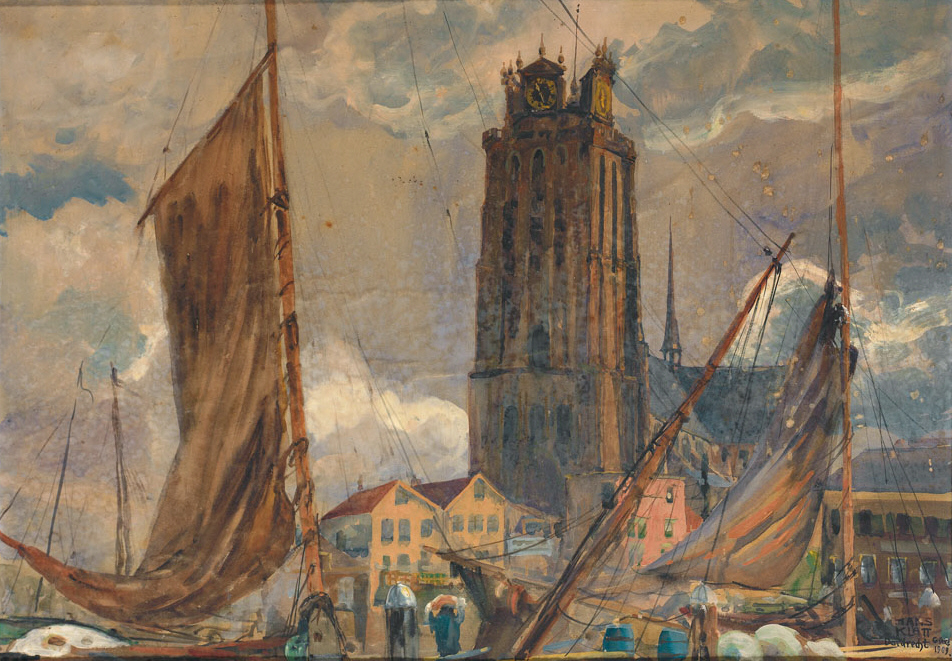
Dordrecht – De grote Kerk 1909